# Qualea coerulea
Qualea coerulea är en tvåhjärtbladig växtart som beskrevs av Jean Baptiste Christophe Fusée Aublet. Qualea coerulea ingår i släktet Qualea och familjen Vochysiaceae. Inga underarter finns listade i Catalogue of Life.